# Повторяющиеся сны
Повторяющиеся сны — сны, которые в точности или с большой степенью совпадения воспроизводят один и тот же сюжет, наблюдателем или участником которого является субъект. Между повторениями может быть интервал от нескольких дней до нескольких лет.
В юнгианской традиции повторяющиеся сны несут содержания, которые человек по тем или иным причинам не готов осознавать, интегрировать и которые стремятся к контакту с Эго. В точности повторяющиеся мотивы снов принято рассматривать как частный, крайний случай серии снов — такой их последовательности (во всяком случае, в течение работы сновидца с аналитиком), в которой образы группируются вокруг одного и того же комплекса с архетипическим ядром. Особенно точными бывают повторения в снах (или повторение мотива в сериях снов) при наличии невроза как конфликта между сознанием и бессознательными содержаниями.